# Ajn al-Basza
Ajn al-Basza (arab.: عين الباشا, Ayn al-Basha) – miasto w Jordanii, w muhafazie Al-Balka. Według danych szacunkowych na rok 2010 liczy 56 317 mieszkańców.